# Karesuvanto

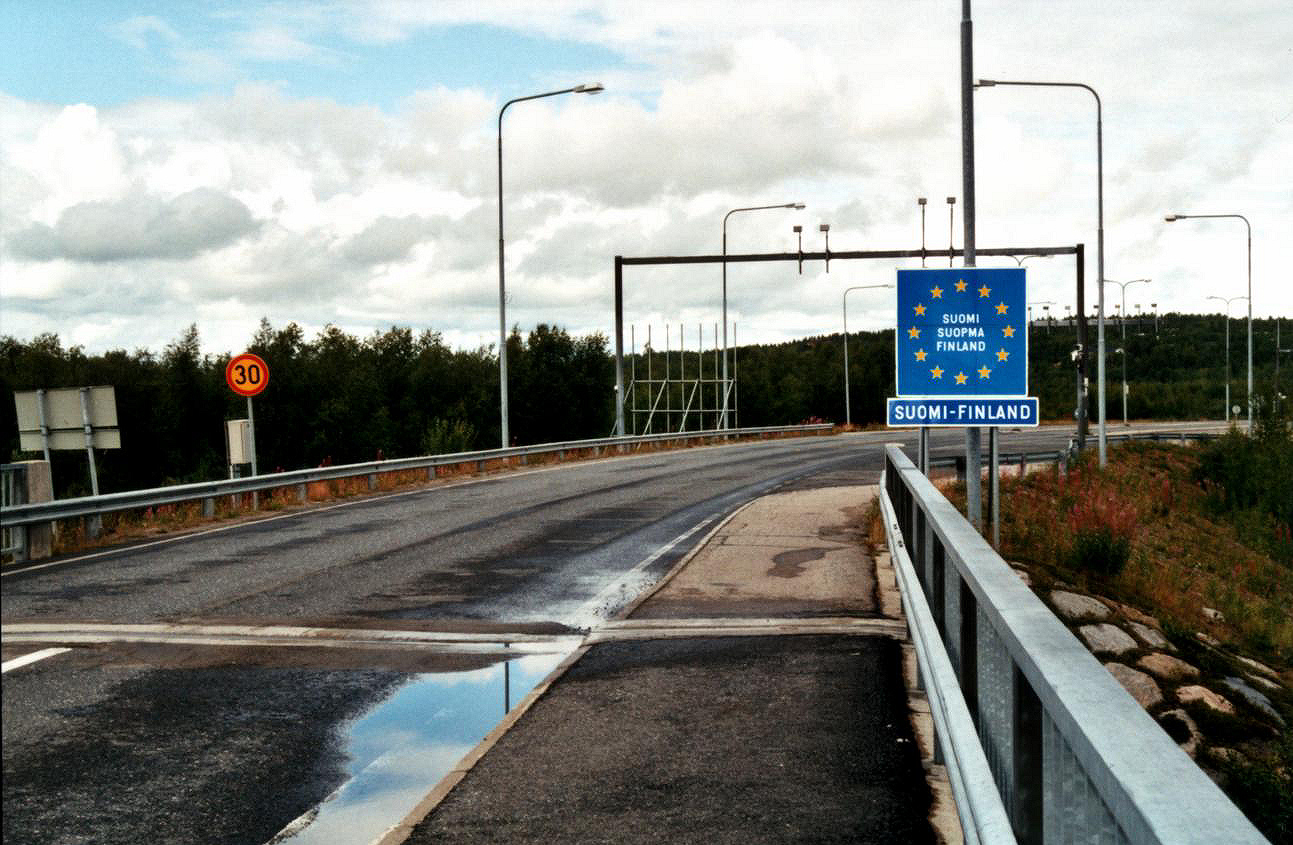
Grenzübergang zwischen Karesuando und Karesuvanto

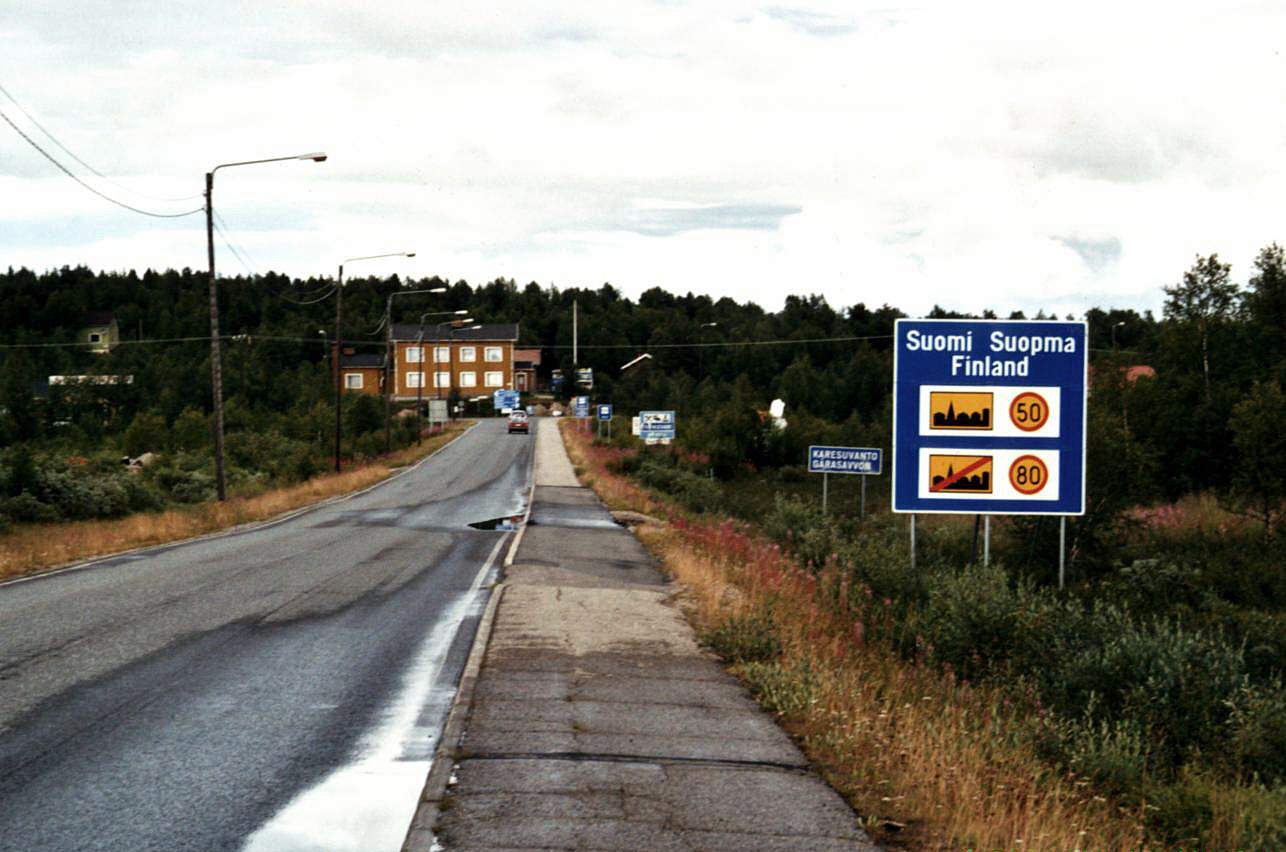
Ortseingang von Karesuvanto kurz hinter der Grenze

Karesuvanto [ˈkɑrɛsuvɑntɔ] (finnisch auch: Kaaresuvanto; schwedisch Karesuvanto, nordsamisch Gárasavvon) ist ein Dorf in der Gemeinde Enontekiö in Finnisch-Lappland mit rund 140 Einwohnern. Karesuvanto liegt am Ufer des finnisch-schwedischen Grenzflusses Muonionjoki an der Staatsstraße 21, die gleichzeitig die Europastraße 8 ist, 110 Kilometer südlich von Kilpisjärvi und 88 Kilometer nördlich von Muonio in Nordwest-Finnland. Auf der gegenüberliegenden Seite liegt jenseits der Grenze zwischen Finnland und Schweden der gleichnamige Ort Karesuando. Seit 1980 sind die beiden Orte durch eine Brücke miteinander verbunden. Die beiden Dörfer zusammen haben 450 Einwohner.

## Geschichte
Der Überlieferung nach soll Karesuvanto im Jahr 1673 von den Neusiedlern Matti Martinpoika und Niilo Niilonpoika Niva gegründet worden sein. Karesuvanto wurde im Lapplandkrieg 1944 von deutschen Truppen niedergebrannt und nach Kriegsende wiederaufgebaut. Der Haupterwerbszweig der Dorfbewohner ist heute der Tourismus, daneben wird Rentierzucht betrieben.